# The Vault...Old Friends 4 Sale
Albums de Prince
New Power Soul
(1998) Rave Un2 the Joy Fantastic
(1999)
The Vault...Old Friends 4 Sale est un album de Prince sorti en août 1999.

## Contexte
L'artiste, alors en conflit avec sa maison de disques Warner Bros., publie depuis 1994 des œuvres indépendantes (Exodus, Emancipation, Crystal Ball, etc.) sous le pictogramme du Love Symbol, mais doit néanmoins fournir des albums à la major pour honorer la fin de son contrat. The Vault... est le dernier du genre et semble alors attribué à Prince, bien que celui-ci ne recouvrera son nom de scène originel qu'en 2000.
Publié presque sans promotion, il n'est l'objet d'aucune tournée de concerts. Sa parution est suivie trois mois plus tard de celle de Rave Un2 the Joy Fantastic attribué lui à Love Symbol ou TAFKAP, ce qui entretient la confusion médiatique autour de son auteur.

## Contenu
Composé de chansons écrites entre 1985 et 1994, The Vault...Old Friends 4 Sale est un disque court à tonalité soul et jazz, dans lequel les cuivres sont très présents. Deux titres avaient été publiés précédemment sous une autre forme : 5 Women, écrite par Prince pour l'album Night Calls de Joe Cocker en 1992, et She Spoke 2 Me, disponible en version courte sur la bande originale du film Girl 6.
La chanson titre a été écrite 15 ans avant la sortie de l'album et les paroles à l'origine étaient différentes. Elle se situe à la frontière du blues et du jazz et intègre des cordes de Clare Fischer, un compositeur orchestral bien connu auquel Prince a commencé à envoyer des chansons en 1985. Plusieurs anciens amis de Prince étaient visés : son ancien garde du corp Chick Huntsberry qui après avoir quitté son service, a vendu des informations confidentielles au National Enquirer, et les paroles abordent également le problème de cocaïne qui a incité le garde du corps à cracher sur Prince. Les paroles inhabituellement personnelles mentionnaient également Steve Fargnoli, par son nom et font allusion à l’angoisse de la période post-Purple Rain.

## Personnel
Son side-band (groupe) qui l'accompagne reste les New Power Generation, dans la configuration 1990-1995, à l'exception de Clare Fischer, collaborateur occasionnel.
- Prince : tous instruments et chant.
- Michael Bland : batterie.
- Sonny Thompson : basse.
- Levi Seacer, Jr. : guitare.
- Tommy Barbarella, Rosie Gaines, Morris Hayes : claviers.
- The NPG Horns / The Hornheads (Michael B. Nelson, Brian Gallagher, Kathy Jensen, Dave Jensen et Steve Strand) : saxophone, trompette, trombone.
- Clare Fischer : arrangement de cordes sur Old Friends 4 Sale.

## Liste des titres
1. The Rest of My Life (1:38)
2. It's About That Walk (4:26)
3. She Spoke 2 Me (8:19)
4. 5 Women (5:12)
5. When The Lights Go Down (7:10)
6. My Little Pill (1:08)
7. There Is Lonely (2:29)
8. Old Friends 4 Sale (3:27)
9. Sarah (2:52)
10. Extraordinary (2:27)